# Spitzsteinhaus
Das Spitzsteinhaus ist eine Alpenvereinshütte der Sektion Bergfreunde München des Deutschen Alpenvereins in 1252 m ü. A. Höhe auf der Südseite des Spitzsteins. Sie befindet sich in den Chiemgauer Alpen auf dem Gemeindegebiet von Erl im Tiroler Bezirk Kufstein nur wenige Meter von der Staatsgrenze zu Bayern entfernt. Das Schutzhaus ist ganzjährig geöffnet und bewirtschaftet. Die Umgebung ist bekannt für die meist lawinensicheren Verhältnisse. Das Spitzsteinhaus ist ein Stützpunkt auf größeren Touren durch die Chiemgauer Alpen, auf dem Weitwanderweg Königssee-Bodensee, dem Maximiliansweg und der Via Alpina und der Chiemgautour.

## Zugänge
- Vom Parkplatz am Erlerberg (950 m) über die Goglalm, leicht, Gehzeit: 1 Stunde
- Vom Parkplatz auf der Goglalm (1150 m) in nur 15 Minuten zum Spitzsteinhaus
- Von Sachrang (740 m) über Mitterleiten oder über Mesneralm je 1½ Stunden
- Von Innerwald (710 m) über die Mesneralm und Aueralm, leicht, Gehzeit: 2 Stunden

## Übergänge
- Klausenhütte (1510 m), (die Hütte ist geschlossen!) über Brandelberg und Feichtenalm, mittel, Gehzeit: 3 Stunden
- Riesenhütte (1345 m), (die Hütte ist geschlossen!) über Klausenhütte und Abergalm, mittel, Gehzeit: 4½ Stunden
- Hochrieshütte (1570 m) über Klausenhütte und Abergalm, mittel, Gehzeit: 5 Stunden
- Priener Hütte (1410 m) über Sachrang (740 m), leicht, Gehzeit: 4 Stunden

## Gipfelbesteigungen
- Spitzstein (1596 m), leichter Hüttengipfel, Gehzeit: 1 Stunde
- Brandelberg (1515 m) über Aueralm, mittel, Gehzeit: 1½ Stunden